# Lötschberský železniční tunel
Lötschberský železniční tunel (LT) leží asi 400 metrů nad novým Lötschberským tunelem. Nachází se ve švýcarských Alpách mezi obcemi Kandersteg (kanton Bern) a Goppenstein (kanton Wallis). Tunel v délce 14 612 m provozuje společnost BLS AG. Těleso tunelu je tvořeno jedním dvojkolejným tubusem a je vrcholovým tunelem Lötschberské dráhy mezi městy Spiez a Brig. Otevřen byl v roce 1913.
Lötschberské tunely (Lötschberský železniční tunel a Lötschberský úpatní tunel) jsou železniční tunely spojující kantony Bern a Wallis ve Švýcarsku.

## Stavba

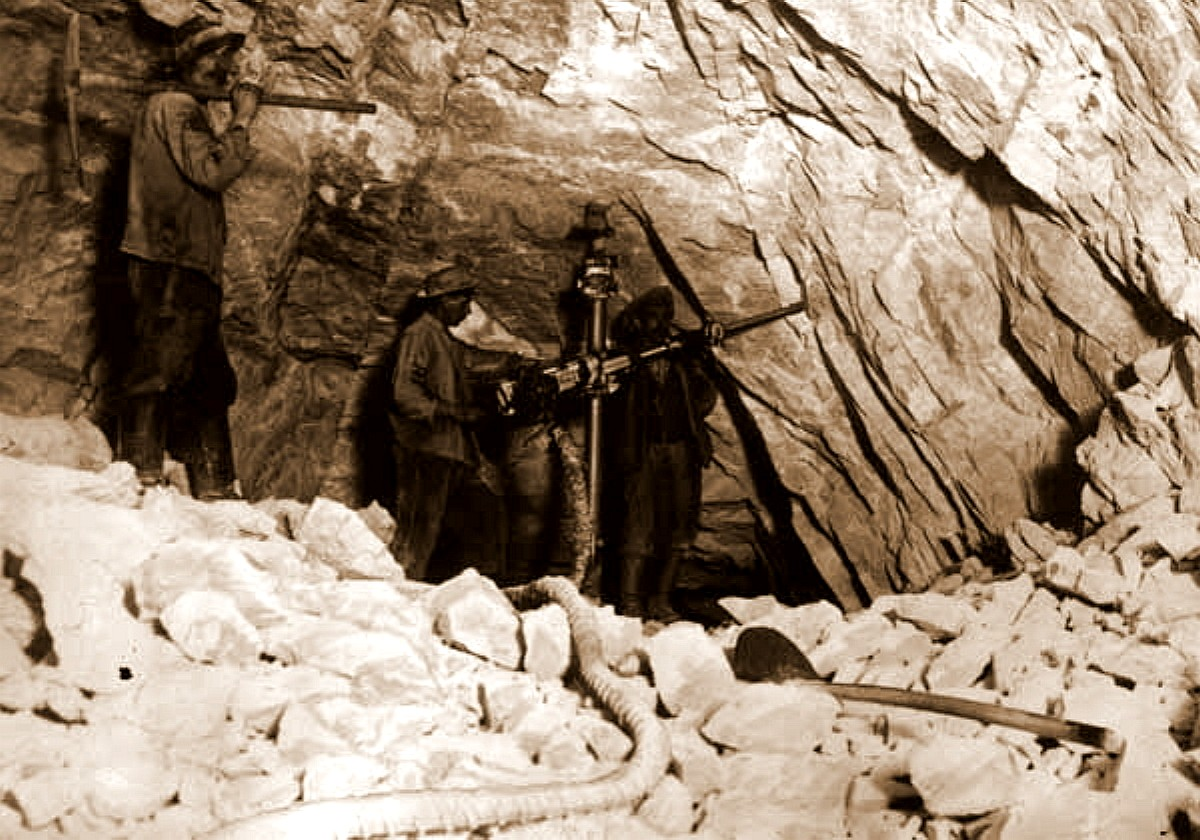
Ražba tunelu navrtáváním

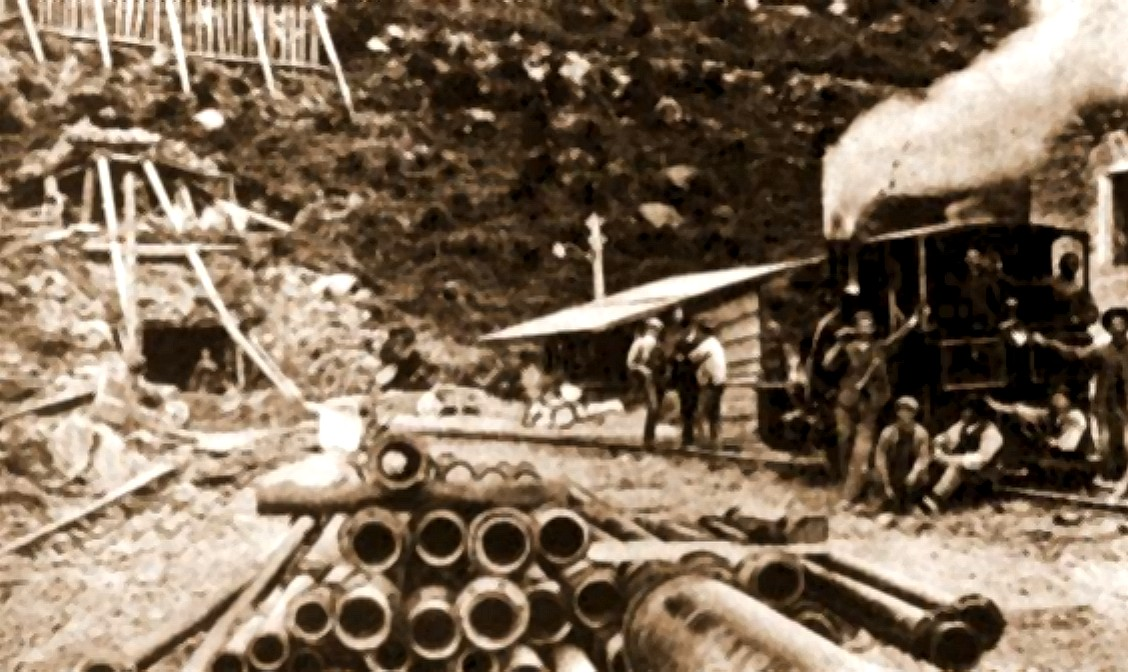
Jeden z portálů pravděpodobně při zahájení ražby

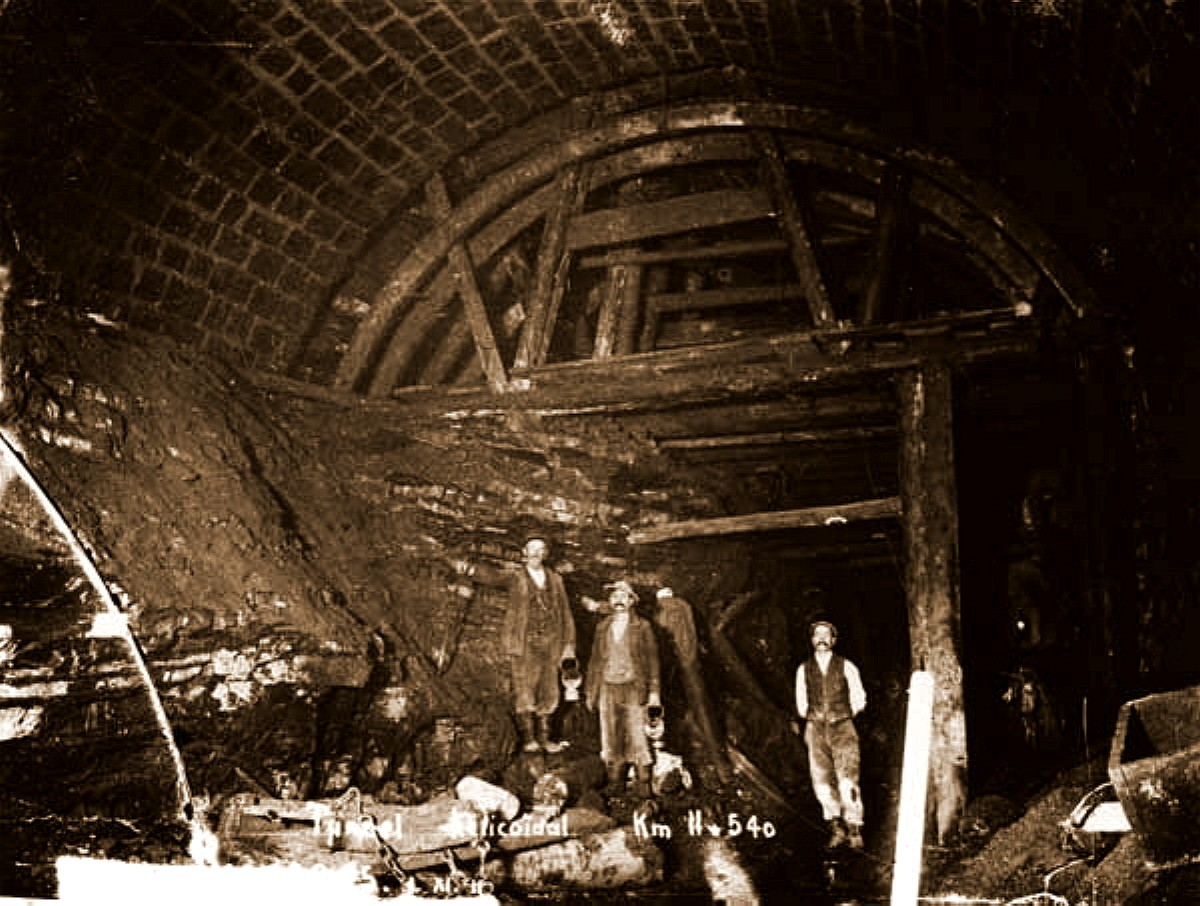
Podepřená klenba tunelu a vyzdívka

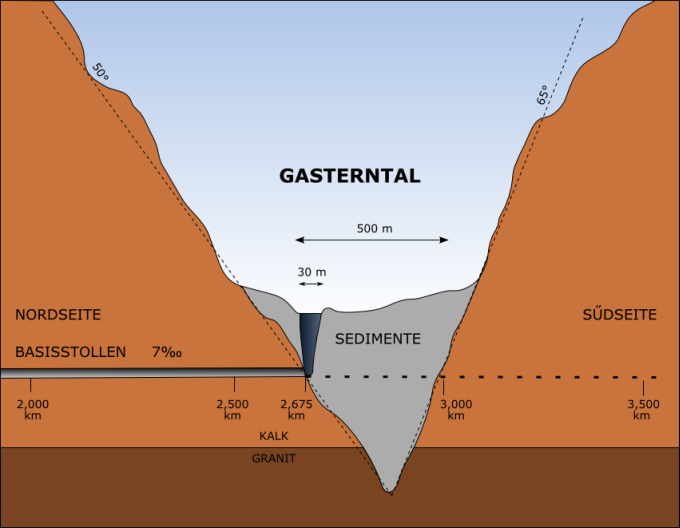
Gastertnal - zával

### Zahájení prací
První průzkum trasování tunelu byl zahájen 25. srpna 1906 a ukončen 8. září 1906. Průzkum se prováděl pomocí triangulace a byl několikrát opakován, aby byla vyloučena chyba měření i chyba lidského faktoru.
Stavební práce byly zahájeny 1. listopadu 1906 u Goppensteinu, na jižní straně tunelu. Stavba na severní straně byla zahájena o den později. Práce byly prováděny zprvu ručním kopáním, až 7. března 1907 na severní straně a 9. dubna 1907 na jižní straně bylo použito strojní vrtání masivu.
Stavba tunelu se neobešla bez potíží a katastrof.

### Sněhová lavina
První událostí, která se stala na povrchu, bylo smetení ubytovny stavitelů a dělníků lavinou v únoru 1908 v 19:45 hod. Tato událost si na místě vyžádala 12 mrtvých a 13. oběť zemřela 3. března v nemocnici v Brigu.

### Důlní zával
Další událost se odehrála 24. července 1908 při ražbě severní části tunelu. Při ražbě na 2,675 km došlo k průrazu do vrstvy sedimentů pod údolím Gasterntal. Ve 2:30 hod. po odstřelu byly vyrubané prostory tunelu zaplaveny 6.000-7.000 m³ bahna a kamení. Při tomto se na povrchu údolí Gasterntalu vytvořil trychtýř o průměru přibližně 30 m. Při nehodě zahynulo 26 pracovníků v mase řinoucího se bahna a kamení. Těla 24 obětí nebyla nikdy nalezena a zůstávají v opuštěné části tunelu. Následkem této události byla práce na severní straně tunelu přerušena a byla vytyčena nová osa tunelu, obcházející místo se sedimenty východním směrem od původního plánu. Katastrofu způsobil špatný odhad mocnosti a polohy sedimentační vrstvy, kdy se předpokládalo, že se nachází až o 100 m níže v údolí. Ze severní strany bylo místo katastrofy v tunelu na 1,436 km uzavřeno 10 m silnou zdí a ražba pokračovala jiným směrem.

### Nová trasa tunelu
Po stabilizaci stavu na stavbě byly práce 15. února 1909 obnoveny. Obchvat kritického místa byl vytyčen na 1,203 km ze severní strany východním směrem a z jižní strany byla taktéž změněna osa tunelu. Při vytyčování nového směru tunelu paradoxně pomohl vzniklý kráter na povrchu, který posloužil jako zaměřovací bod další triangulace.
Od 15. března 1911 se prováděla ražba odstřelem horniny. Při vzdálenosti 100 metrů, od 25. března, která byla mezi čely ražby, byly již vzájemně slyšet odstřely v druhém tunelu. 31. března 1911 ve 2 hodiny ráno byl proveden první průraz mezi jižní a severní stranou. Průraz byl oznamován výkřiky „Traforo, Traforo!“ a důlní inženýři Moreau (z jižní strany) a Rothpletz (ze severní strany) si mohli skrz otvor podat ruce. K úplnému dokončení průrazu však zbývalo ještě 80 cm skály. Ve 3:50 hod. byl proveden poslední odstřel Lötschberského tunelu. 1. dubna 1911 byl průraz oslaven pracovníky v Goppensteinu a Kanderstegu. Další, oficiální slavnost se konala 14. března v Kanderstegu; zúčastnili se jí zástupci Spolkové rady, kantonální vlády v Bernu, diplomatického sboru z Francie, vedení BLS a stavební firmy EGL.
Tunel však nebyl ještě zdaleka dokončen a výkopové práce pokračovaly až do 31. března 1912. Elektrifikace tunelu byla dokončena až 3. června 1913, kdy byla stavba tunelu úplně ukončena.

### Rekonstrukce
Od roku 2018 do původně plánovaného konce roku 2022 měl být v tunelu obnoven svršek, který je nahrazen pevnou jízdní dráhou, výměna svršku měla být původně za 105 milionů franků. Náklady na sanaci společností Marti AG se zvýšily z původních 89 milionů franků na 180 milionů franků, přičemž stavební práce se posunuly nejprve do konce roku 2023, avšak stavba byla nakonec dokončena až v říjnu 2024.

## Technické informace tunelu

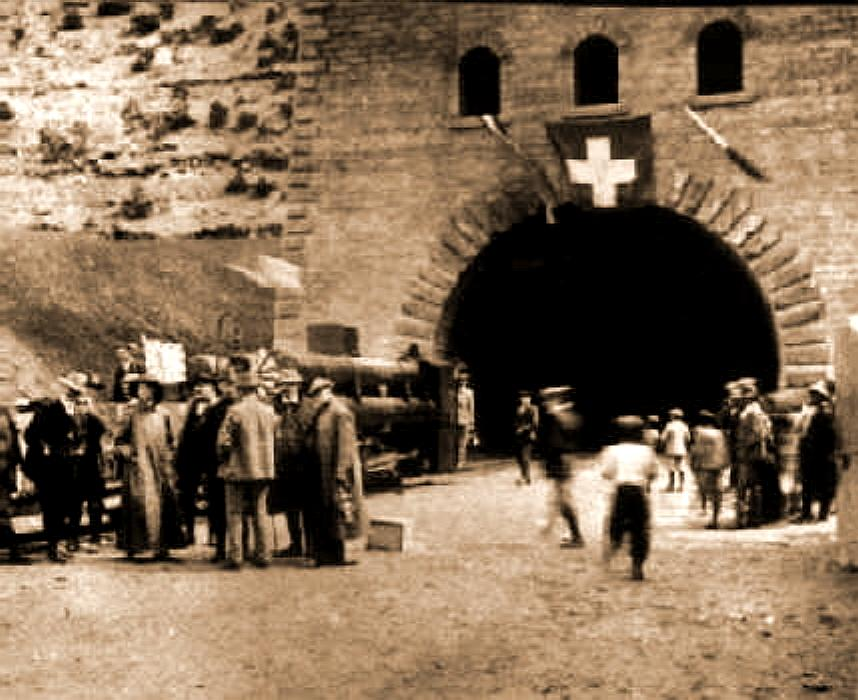
Severní portál tunelu 1910~1912

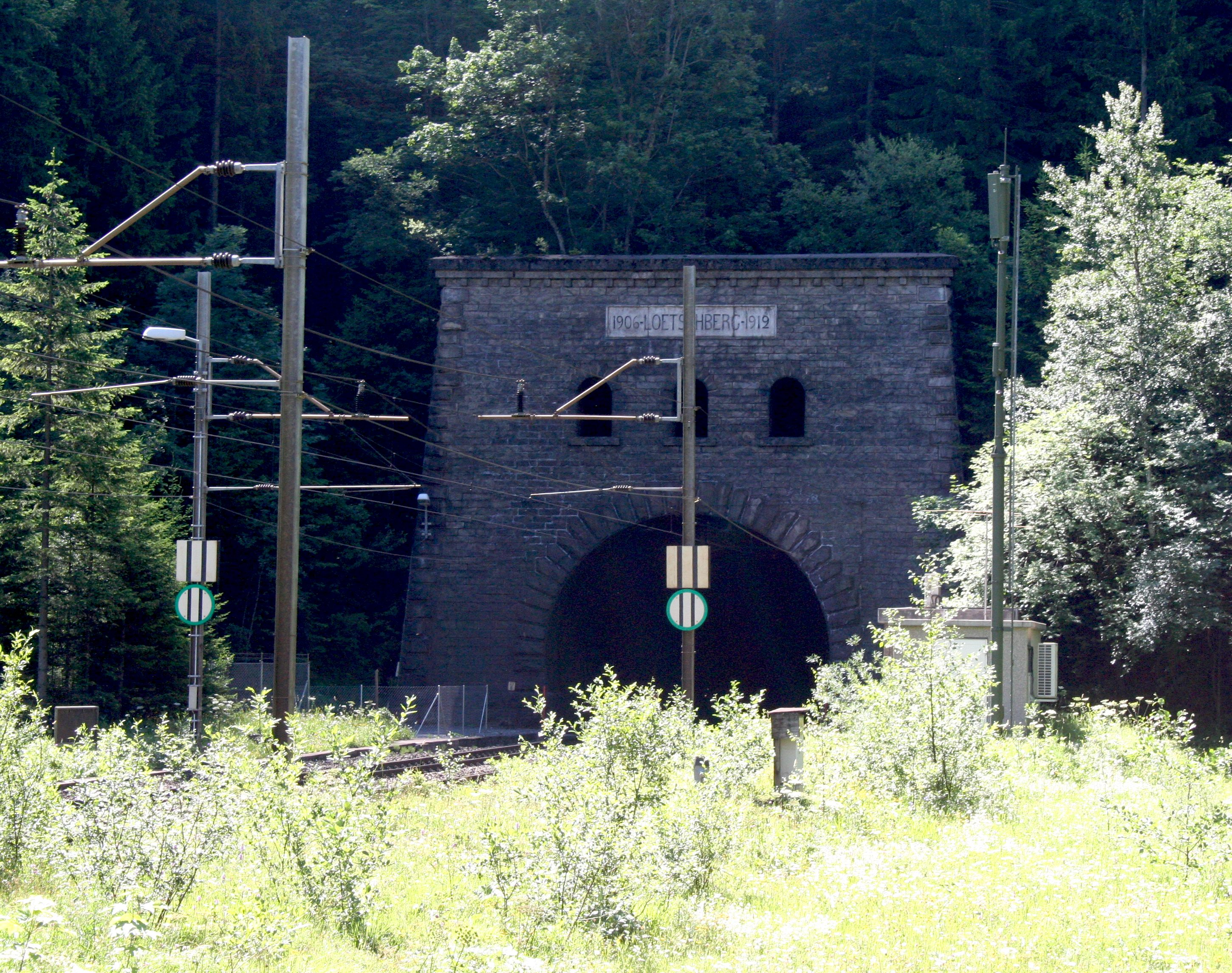
Severní portál tunelu 2008 u Kanderstegu

| Provozní data                        | Provozní data                     |
| ------------------------------------ | --------------------------------- |
| Severní portál                       | Kandersteg (kanton Bern)          |
| Jižní portál                         | Goppestein (kanton Wallis)        |
| Provozní délka                       | 14,612 km                         |
| Rozchod kolejí                       | 1435 mm                           |
| Trakční napájení                     | 15 kV AC                          |
| Počet tubusů                         | 1                                 |
| Počet kolejí v tubusu                | 2                                 |
| Délka provozních kolejí              | 14,612 km                         |
| Stavební data                        |                                   |
| Nejvyšší bod kolejí                  | 1.239,54 m n. m.                  |
| Portál Kandersteg                    | 1.200 m n. m.                     |
| Portál Doppestein                    | 1.216 m n. m.                     |
| Výškový rozdíl od portálu Kandersteg | 39,54 m                           |
| Výškový rozdíl od portálu Goppestein | 23,54 m                           |
| Sklon severní části                  | 7,0‰ (5.390 m) / 3,0‰ (1.690 m)   |
| Sklon jižní části                    | 3,8‰ (4.328 m) / 2,415‰ (2.819 m) |
| Délka severního úseku                | 7,080 km                          |
| Délka jižního úseku                  | 7,147 km                          |
| Délka vrcholového úseku              | 0,308 km                          |
| Vytěžený objem                       | 836.858 m³                        |
| Vyzdívka                             | 126.538 m³                        |
| Nespecifiková data                   |                                   |
| Spotřeba trhavin                     | 961 t                             |
| Počet úmrtí při stavbě               | 64                                |
| Náklady na stavbu                    | 52.189.136 CHF                    |